# Нобелова награда за мир
Нòбеловата награда за мир е една от петте Нобелови награди, учредени през 1895 г. съгласно завещанието на шведския индустриалец и изобретател Алфред Нобел. От 1901 г. наградата се връчва ежегодно в деня на смъртта на Нобел – 10 декември. За разлика от Нобеловите награди за физика, химия, медицина и литература, които се дават всяка година в Стокхолм, наградата за мир се връчва в Осло.
Към 2009 г. паричната стойност на наградата е 10 милиона шведски крони (около 1,4 млн. US$).

## Лауреати
Списък: Носители на Нобелова награда за мир
| Година | Личност или организация                                                                                | Страна                       | Основание |
| ------ | --- | ---------------------------- | --- |
| 1901   | Жан Анри Дюнан                                                                                         | Швейцария                    | основател на Червения кръст и инициатор на Женевската конвенция |
| 1901   | Фредерик Паси                                                                                          | Франция                      | основател и председател на Дружеството за арбитраж между нациите |
| 1902   | Ели Дюкомен Шарл Албер Гоба                                                                            | Швейцария                    | почетни секретари на Постоянното международно бюро за мир в Берн |
| 1903   | Сър Уилям Рандъл Кримър                                                                                | Великобритания               | секретар на Международната арбитражна лига |
| 1904   | Институт по международно право                                                                         | Белгия                       | |
| 1905   | Берта Софи Фелицитас, баронеса фон Зутнер                                                              | Австро-Унгария               | писателка, почетен председател на Постоянното международно бюро за мир |
| 1906   | Теодор Рузвелт                                                                                         | САЩ                          | Президент на САЩ, за участието му в мирния договор, сложил край на Руско-японска война. |
| 1907   | Ернесто Теодоро Монета                                                                                 | Италия                       | председател на Ломбардската мирна лига |
| 1907   | Луи Рено                                                                                               | Франция                      | преподавател по международно право |
| 1908   | Клас Понтус Арнолдсон                                                                                  | Швеция                       | основател на Шведската асоциация за мир и арбитраж |
| 1908   | Фредрик Байер                                                                                          | Дания                        | почетен председател на Постоянното международно бюро за мир |
| 1909   | Огюст Бернарт                                                                                          | Белгия                       | член на Международния арбитражен съд |
| 1909   | Пол Анри Бенжамен д'Естурнел дьо Констан                                                               | Франция                      | основател и председател на Френската парламентарна група за международен арбитраж. Основател на Комитет за защита на националните интереси и за международно примирие |
| 1910   | Международно бюро за мир                                                                               | Швейцария                    | |
| 1911   | Тобиас Михаел Карел Асер                                                                               | Холандия                     | основоположник на Международни конференции по частно право в Хага |
| 1911   | Алфред Херман Фрид                                                                                     | Австро-Унгария               | основател на Долу оръжията |
| 1912   | Илайхю Рут                                                                                             | САЩ                          | за инициирането на многобройни арбитражни споразумения |
| 1913   | Анри Лафонтен                                                                                          | Белгия                       | председател на Международното бюро за мир |
| 1914   | неприсъдена                                                                                            |                              | Първа световна война |
| 1915   | неприсъдена                                                                                            |                              | Първа световна война |
| 1916   | неприсъдена                                                                                            |                              | Първа световна война |
| 1917   | Международен комитет на Червения кръст                                                                 | Швейцария                    | Първа световна война |
| 1918   | неприсъдена                                                                                            |                              | Първа световна война |
| 1919   | Удроу Уилсън                                                                                           | САЩ                          | президент на САЩ, за дейното му участие в учредяването на Обществото на народите |
| 1920   | Леон Виктор Огюст Буржоа                                                                               | Франция                      | председател на Съвета на Обществото на народите |
| 1921   | Ялмар Брантинг                                                                                         | Швеция                       | министър-председател, шведски делегат в Съвета на Обществото на народите |
| 1921   | Кристиан Лоус Ланге                                                                                    | Норвегия                     | генерален секретар на Интерпарламентарния съюз |
| 1922   | Фритьоф Нансен                                                                                         | Норвегия                     | норвежки делегат в Обществото на народите, дал идеята за т. нар. Нансенов паспорт за бежанци |
| 1923   | неприсъдена                                                                                            |                              | |
| 1924   | неприсъдена                                                                                            |                              | |
| 1925   | Сър Остин Чембърлейн                                                                                   | Великобритания               | за Локарнските споразумения |
| 1925   | Чарлс Гейтс Дос                                                                                        | САЩ                          | председател на Съюзническа репарационна комисия и инициатор на Плана Дауес |
| 1926   | Аристид Бриан                                                                                          | Франция                      | за Локарнските споразумения |
| 1926   | Густав Щреземан                                                                                        | Германия                     | за Локарнските споразумения |
| 1927   | Фердинан Бюисон                                                                                        | Франция                      | основоположник и президент на Лигата за човешки права |
| 1927   | Лудвиг Квиде                                                                                           | Германия                     | делегат на многобройни мирни конференции |
| 1928   | неприсъдена                                                                                            |                              | |
| 1929   | Франк Б. Келог                                                                                         | САЩ                          | за Пакта Келог-Бриан |
| 1930   | Натан Сьодерблум                                                                                       | Швеция                       | водач на икуменическото движение |
| 1931   | Джейн Адамс                                                                                            | САЩ                          | международен председател на Международната женска лига за мир и свобода |
| 1931   | Никълъс Мъри Бътлър                                                                                    | САЩ                          | за прокарването на Пакта Келог-Бриан |
| 1932   | неприсъдена                                                                                            |                              | |
| 1933   | Сър Норман Ейнджъл                                                                                     | Великобритания               | писател, член на Изпълнителния комитет на Обществото на народите и на Националния мирен съвет |
| 1934   | Артър Хендерсън                                                                                        | Великобритания               | председател на Конференцията по разоръжаването към Обществото на народите |
| 1935   | Карл фон Осиецки                                                                                       | Германия                     | журналист пацифист. |
| 1936   | Карлос Сааведра Ламас                                                                                  | Аржентина                    | председател на Обществото на народите и мирен посредник в конфликта между Парагвай и Боливия |
| 1937   | Робърт Сесил                                                                                           | Великобритания               | основател и председател на Международната мирна кампания. |
| 1938   | Нансеновата служба за бежанците                                                                        | Швейцария                    | |
| 1939   | неприсъдена                                                                                            |                              | Втора световна война |
| 1940   | неприсъдена                                                                                            |                              | Втора световна война |
| 1941   | неприсъдена                                                                                            |                              | Втора световна война |
| 1942   | неприсъдена                                                                                            |                              | Втора световна война |
| 1943   | неприсъдена                                                                                            |                              | Втора световна война |
| 1944   | Международен комитет на Червения кръст                                                                 | Швейцария                    | Втора световна война присъдена със задна дата през 1945 г. |
| 1945   | Кордел Хъл                                                                                             | САЩ                          | за съоснователството на ООН. |
| 1946   | Емили Грийн Болч                                                                                       | САЩ                          | почетен международен председател на Международната женска лига за мир и свобода |
| 1946   | Джон Мот                                                                                               | САЩ                          | председател на Международния мисионерски съвет и на международния съюз на Младежките християнски организации YMCA |
| 1947   | Квакерите                                                                                              | Обединеното кралство САЩ     | представени от Квакерски страж на мира и обществото (Лондон) и Американски благотворителен комитет на приятелите (Вашингтон) |
| 1948   | неприсъдена                                                                                            |                              | По всяка вероятност същата година убийството на Махатма Ганди (Индия) осуетява присъждането на Нобел за мир на него: |
| 1949   | Джон Бойд Ор                                                                                           | Великобритания               | главен директор на Организацията за земеделие и храни, председател на Националния съвет за мир и на Световния съюз на мирните организации |
| 1950   | Ралф Бънч                                                                                              | САЩ                          | за мирното посредничество в Палестина (1948) |
| 1951   | Леон Жуо                                                                                               | Франция                      | председател на Международния комитет на Европейския съвет, заместник-председател на Международната конфедерация на свободните синдикати, зам. председател на Световната федерация на свободните синдикати, член на ILO Council Архив на оригинала от 2023-02-23 в Wayback Machine., делегат в ООН |
| 1952   | Алберт Швайцер                                                                                         | Германия                     | за основаването на болницата Ламбарен в Габон |
| 1953   | Джордж Катлет Маршал                                                                                   | САЩ                          | за Плана Маршал |
| 1954   | Върховен комисариат на ООН за бежанците                                                                | ООН                          | |
| 1955   | неприсъдена                                                                                            |                              | |
| 1956   | неприсъдена                                                                                            |                              | |
| 1957   | Лестър Боулс Пиърсън                                                                                   | Канада                       | председател на VII сесия на Общото събрание на Обединените нации за включването на миротворци в решаването на Суецката криза |
| 1958   | Жорж Пир                                                                                               | Белгия                       | водач на Европа на сърцето в услуга на света, организация за облекчаване на положението на бежанците |
| 1959   | Филип Ноел-Бейкър                                                                                      | Великобритания               | за дългогодишната му предана работа за международния мир и сътрудничество |
| 1960   | Албърт Лутули                                                                                          | Южна Африка                  | президент на Африканския национален конгрес |
| 1961   | Даг Хамаршелд                                                                                          | Швеция                       | генерален секретар на ООН (награден посмъртно) |
| 1962   | Лайнъс Полинг                                                                                          | САЩ                          | за кампанията му против опитите с ядрено оръжие. |
| 1963   | Международен комитет на Червения кръст и Международна федерация на Червения кръст и Червения полумесец | Швейцария                    | |
| 1964   | Мартин Лутър Кинг                                                                                      | САЩ                          | ръководител на Конференцията на южните християнски лидери, борец за граждански права |
| 1965   | УНИЦЕФ                                                                                                 |                              | |
| 1966   | неприсъдена                                                                                            |                              | |
| 1967   | неприсъдена                                                                                            |                              | |
| 1968   | Рене Касен                                                                                             | Франция                      | президент на Европейски съд по правата на човека |
| 1969   | Международна организация на труда                                                                      | Женева                       | |
| 1970   | Норман Борлауг                                                                                         | САЩ                          | за изследвания в Международен център за подобряване на царевицата и пшеницата |
| 1971   | Вили Брант                                                                                             | ФРГ                          | за Източната политика на ФРГ, представляваща ново отношение към Източна Европа и ГДР |
| 1972   | неприсъдена                                                                                            |                              | |
| 1973   | Хенри Кисинджър Ле Дък Тхо (отказана)                                                                  | САЩ Виетнам                  | за „Виетнамските мирни споразумения“ от Париж |
| 1974   | Шон Макбрайд                                                                                           | Ирландия                     | Президент на Международно бюро за мир и на Комисията на ООН за Намибия. |
| 1974   | Ейсаку Сато                                                                                            | Япония                       | премиер-министър. |
| 1975   | Андрей Сахаров                                                                                         | СССР                         | за кампания му за човешки права |
| 1976   | Бети Уилямс Марийд Кориган                                                                             |                              | Основателки на северно ирландската организация „Общност на хората, радетели за мир“ (Community of Peace People). |
| 1977   | Амнести интернешънъл                                                                                   | Обединеното кралство         | за проведената кампания срещу прилагането на мъчения. |
| 1978   | Мохамед Ануар Садат Менахем Бегин                                                                      | Египет Израел                | за договаряне на мирни отношения между Египет и Израел. |
| 1979   | Майка Тереза                                                                                           | Индия                        | „за подетата работа в борбата за превъзмогване на бедността и страданията, които също представляват заплаха за мира“ |
| 1980   | Адолфо Перес Ескивел                                                                                   | Аржентина                    | в борбата му за човешки и граждански права |
| 1981   | Върховен комисариат на ООН за бежанците                                                                |                              | |
| 1982   | Алва Мюрдал Алфонсо Гарсия Роблес                                                                      | Швеция Мексико               | делегати на Общото събрание на ООН по въпросите на разоръжаването. |
| 1983   | Лех Валенса                                                                                            | Полша                        | основател на Солидарност и защитник на човешките права. По-късно е избран за първия президент на Полша след разпадането на комунистическата система. |
| 1984   | Дезмънд Туту                                                                                           | Южна Африка                  | за борбата му срещу апартейда |
| 1985   | Лекарите в света за предотвратяване на ядрената война                                                  | САЩ                          | за разпространяването на авторитетна информация и за изграждането на всеобща осъзнатост за опасностите на ядреното оръжие. |
| 1986   | Ели Визел                                                                                              | САЩ                          | писател, преживял Холокоста |
| 1987   | Оскар Ариас Санчес                                                                                     | Коста Рика                   | за инициирането на мирни преговори в Централна Америка. |
| 1988   | Международни сили на ООН за поддържане на мира                                                         |                              | За участието си в многобройни конфликти след 1956 г. До 1988 г. 736 души са загинали по време на мироопазващи мисии. |
| 1989   | Тензин Гяцо, 14-и Далай Лама                                                                           | Тибет                        | за постоянното му противопоставяне срещу употребата на сила по време на борбата на народа му за свобода. |
| 1990   | Михаил Горбачов                                                                                        | СССР                         | „за своето участие в развитието на мира което днес се характеризира като важна част в международните отношения“ |
| 1991   | Аун Сан Су Чи                                                                                          | Мианмар                      | за нейната ненасилствена борба за демокрация и човешки права. |
| 1992   | Ригоберта Менчу                                                                                        | Гватемала                    | като признание на нейните усилия за социална справедливост и етническо-културно помирение, основаващо се на правата на местните народи. |
| 1993   | Нелсън Мандела Фредерик де Клерк                                                                       | Южна Африка                  | за техните усилия за мирно преустановяване на режима на апартейда и поставянето на основите на нова демократична Южна Африка. |
| 1994   | Ясер Арафат Шимон Перес Ицхак Рабин                                                                    | Палестина Израел             | за техните усилия да изградят мира в Близкия изток. |
| 1995   | Юзеф Ротблат Пъгуошки конференции за наука и световни проблеми                                         | Обединеното кралство Канада  | за техните услия да намалят ролята на ядрените оръжия в международната политка и в дългосрочен план – да се постигне пълно ядрено разоръжаване. |
| 1996   | Карлош Фелипе Шименеш Бело Жозе Рамош Орта                                                             | Източен Тимор                | за техните усилия да се постигне справедливо и мирно разрешение на конфликта в Източен Тимор. |
| 1997   | Международна кампания за забрана на противопехотните мини Джоди Уилямс                                 | САЩ                          | „за работата им за забрана и отстраняване на противопехотните мини“ |
| 1998   | Джон Хюм Дейвид Тримбъл                                                                                | Северна Ирландия             | за техните усилия да се постигне мирно разрешение на конфликта в Северна Ирландия. |
| 1999   | Лекари без граници                                                                                     | Франция                      | като признателност за хуманитарните операции, извършени на няколко континента. |
| 2000   | Ким Те Чжун                                                                                            | Южна Корея                   | за неговите усилия за демокрацията и човешките права в Южна Корея и Източна Азия, както и за помирението със Северна Корея. |
| 2001   | Организация на обединените нации Кофи Анан                                                             | ООН Гана                     | за усилията за по-добре организиран и по-мирен свят. |
| 2002   | Джими Картър                                                                                           | САЩ                          | за всички десетилетия неуморна работа в търсене на мирни разрешения на международните конфликти, за разпространението на демокрацията и човешките права и приносите му за икономическото и социално развитие.                                                                                     |
| 2003   | Ширин Ебади                                                                                            | Иран                         | за усилията в полза на демокрацията и човешките права, най-вече правата на жените и децата. |
| 2004   | Вангари Маатаи                                                                                         | Кения                        | за нейния принос за непрекъснато развитие, демокрация и мир. |
| 2005   | Международна агенция за атомна енергия Мохамед ел Барадей                                              | Австрия Египет               | за техните усилия да предотвратят използването на атомната енергия за военни цели и да съблюдават използването на атомната енергия да става чрез възможно най-безопасния начин. |
| 2006   | Мухамад Юнус Грамин Банк                                                                               | Бангладеш                    | за развитието на икономическите и социални възможности за бедните хора, най-вече жени |
| 2007   | Ал Гор Междуправителствен панел за климатични промени                                                  | САЩ ООН                      | на Ал Гор и на отдела на ООН по въпросите на климата за усилията им за повишаване на информацията за климатичните проблеми (IPCC) |
| 2008   | Марти Ахтисаари                                                                                        | Финландия                    | за неговите „важни приноси на различни континенти, в продължения на три десетилетия за потушаването на международни конфликти“ |
| 2009   | Барак Обама                                                                                            | САЩ                          | за неговите „изключителни усилия за укрепването на международната дипломация и сътрудничеството между народите.“ |
| 2010   | Лиу Сяобо                                                                                              | Китай                        | „за продължителната му и ненасилствена борба за основни човешки права в Китайската народна република“. |
| 2011   | Елен Джонсън Сърлиф Лейма Гбоуи Тауакул Карман                                                         | Либерия Йемен                | за ненасилствената им борба за сигурност на жените и за пълноправното им участие в изграждането на мира. |
| 2012   | Европейски съюз                                                                                        |                              | за продължаващия над шест десетилетия принос за напредъка на мира и съгласието, демокрацията и човешките права в Европа. |
| 2013   | Организация за забрана на химическите оръжия                                                           |                              | „за усилията за премахване на химическите оръжия“ |
| 2014   | Кайлаш Сатяртхи Малала Юсафзай                                                                         | Индия Пакистан               | „за тяхната борба срещу потискането на деца и младежи и за правото на децата на образование.“ |
| 2015   | Тунизийски квартет за национален диалог                                                                | Тунис                        | „заради неговия решителен принос за изграждане на плуралистична демокрация в Тунис след Жасминовата революция през 2011 г.“ |
| 2016   | Хуан Мануел Сантос                                                                                     | Колумбия                     | „за решителните му усилия да сложи край на продължилата над 50 години гражданска война в страната“ |
| 2017   | Международна кампания за забрана на ядреното оръжие                                                    | Швейцария                    | „за нейната дейност за привличане на вниманието към катастрофалните хуманитарни последствия от всяко използване на ядрени оръжия и за нейните решаващи усилия за постигане на договорна забрана на тези оръжия“                                                                                   |
| 2018   | Денис Муквеге                                                                                          | Демократична република Конго | „за техните усилия за прекратяване на употребата на сексуално насилие като оръжие във войни и въоръжени конфликти“ |
| 2018   | Надия Мурад                                                                                            | Ирак                         | „за техните усилия за прекратяване на употребата на сексуално насилие като оръжие във войни и въоръжени конфликти“ |
| 2019   | Абий Ахмед                                                                                             | Етиопия                      | „за усилията си да постигне мир и международно сътрудничество и за решаващата си инициатива за уреждане на граничния конфликт между Етиопия и съседна Еритрея“ |
| 2020   | Световна продоволствена програма                                                                       |                              | „за усилията на служителите на организацията в борбата срещу глада в световен мащаб, за приноса им към подобряването на условията за живот на милиони хора по света“ |
| 2021   | Мария Реса                                                                                             | Филипини                     | „за смелостта да отстояват свободата на словото“ |
| 2021   | Дмитрий Муратов                                                                                        | Русия                        | „за смелостта да отстояват свободата на словото“ |
| 2022   | Алес Бяляцки                                                                                           | Беларус                      | „за борбата за правото да се критикува властта и да се защитават основни права на гражданите и за изключителното усилие за документиране на военни престъпления, нарушения на човешките права и злоупотребата с власт“                                                                            |
| 2022   | „Мемориал“                                                                                             | Русия                        | „за борбата за правото да се критикува властта и да се защитават основни права на гражданите и за изключителното усилие за документиране на военни престъпления, нарушения на човешките права и злоупотребата с власт“                                                                            |
| 2022   | Център за граждански свободи                                                                           | Украйна                      | „за борбата за правото да се критикува властта и да се защитават основни права на гражданите и за изключителното усилие за документиране на военни престъпления, нарушения на човешките права и злоупотребата с власт“                                                                            |
| 2023   | Наргиз Мохамади                                                                                        | Иран                         | „за борбата ѝ срещу потисничеството на жените в Иран и борбата ѝ за разпространение на правата на човека и свободата за всички хора“ |
| 2024   | „Нихон Хиданкьо“                                                                                       | Япония                       | „за техните усилия за постигане на свят, свободен от ядрени оръжия, и за демонстрирането чрез свидетелства на очевидци, че ядрени оръжия не трябва да бъдат използвани никога повече“ |